# Ункида
Ункида — село в Гунибском районе Дагестана. Входит в состав сельского поселения Сельсовет Ругуджинский.

## География
Расположено 9 км к юго-западу от районного центра с. Гуниб, на р. Бецор (бассейн р. Каракойсу).

## Население
| 1939 | 1970 | 1989 | 2002 | 2010 | 2021 |
| ---- | ---- | ---- | ---- | ---- | ---- |
| 92   | ↗122 | ↘3   | ↗369 | ↗432 | ↗441 |